# Ngũ Chỉ Sơn (thành phố cấp huyện)
Ngũ Chỉ Sơn (tiếng Trung: 五指山市, bính âm: Wǔzhǐshān Shì, Hán Việt: Ngũ Chỉ Sơn thị) là một thành phố cấp phó địa trực thuộc tỉnh Hải Nam, Cộng hòa Nhân dân Trung Hoa. Tên ban đầu là Thông Thập thị (通什市).
Ngũ Chỉ Sơn nằm về phía trung nam của đảo Hải Nam, có diện tích 1.130,81 km² và dân số 110.100 người (năm 2004), mã số bưu chính: 572200, mã số khu 0898. Tên gọi Ngũ Chỉ Sơn xuất phát từ dãy núi cao nhất đảo Hải Nam, Ngũ Chỉ Sơn. Sông lớn nhất đảo Hải Nam là sông Vạn Tuyền bắt nguồn từ Ngũ Chỉ Sơn.

## Phân chia hành chính
- Trấn: Thông Thập trấn, Nam Thánh, Mao Dương, Phiên Dương.
- Hương: Sướng Hảo, Mao Đạo, Thủy Mãn.